# آکشارا حسن
آکشارا حسن (به انگلیسی: Akshara Haasan) بازیگر هندی است که در فیلم‌های تامیل و هندی-زبان بازی می‌کند. او دختر بازیگر کمال حسن و ساریکا است و خواهر کوچکتر شروتی حسن است. اکشارا حرفهٔ بازیگری خود را با حضور در فیلم شامیتاب شروع کرد.

## دوران ابتدایی زندگی و خانواده

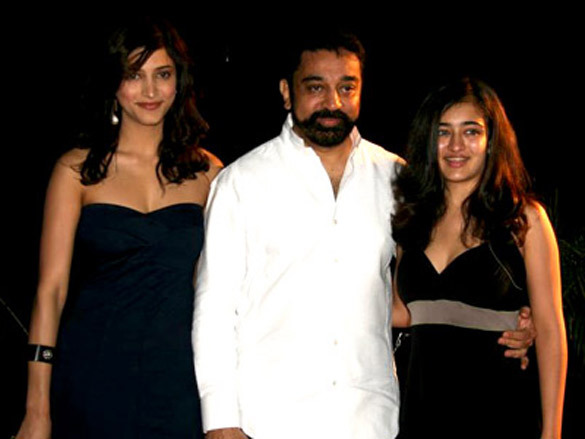
آکشارا به همراه پدر کمال حسن و خواهر شروتی حسن در نمایش افتتاحیه آلیس در سرزمین عجایب در سال ۲۰۱۰.

آکشارا در سال ۱۹۹۱ در مدرس (چنای امروزی)، تامیل نادو از پدر و مادری بازیگر به نام‌های کمال حسن و ساریکا زاده شد. شروتی حسن خواهر بزرگتر او است.

## فیلم‌شناسی
| سال  | نام فیلم | نقش          | زبان  | نکات | مرجع. |
| ---- | -------- | ------------ | ----- | ---- | ----- |
| ۲۰۱۵ | شامیتاب  | آکشارا پاندی | هندی  |      | [ ۳ ] |
| ۲۰۱۷ | احتیاط   | تاناشا       | تامیل |      |       |